# Ahn Ji-hyun
Ahn Ji-hyun (hangul: 안지현; ur. 10 lipca 1992 w Pusanie) – południowokoreańska aktorka.

## Filmografia

### Filmy
| Rok  | Tytuł             | Rola |
| ---- | ----------------- | ---- |
| 2013 | Gamgi (kor. 감기) |      |

### Seriale
| Rok  | Tytuł                                      | Rola           | Stacja telewizyjna |
| ---- | ------------------------------------------ | -------------- | ------------------ |
| 2010 | Drama Special: "Texas Hit"                 |                | KBS2               |
| 2011 | Dangsin-i jamdeun saie                     | Maeng Hyun-joo | SBS                |
| 2011 | Drama Special: "Daughters of Bilitis Club" | Yoon Yeo-kyung | KBS2               |
| 2012 | Koisuru Maison ~Rainbow Rose~              |                | TV Tokyo           |
| 2012 | Baempaieo geomsa 2                         |                | OCN                |
| 2012 | Szkoła 2013                                | Ahn Ji-hyun    | KBS2               |
| 2013 | Sachun-gi medley                           | Moon Soo-jung  | KBS2               |
| 2013 | Bimil                                      | Yang Hae-ri    | KBS2               |
| 2013 | Drama Special: "The Devil Rider"           | Choon-gil      | KBS2               |
| 2014 | Taeyang-eun gadeukhi                       | Kang Han-na    | KBS2               |
| 2014 | Drama Special: "The Dirge Singer"          | Hwa-joo        | KBS2               |
| 2014 | Joseon chongjabi                           | Jan-yi         | KBS2               |
| 2015 | Drama Special: "Crimson Moon"              | Hee-jung       | KBS2               |
| 2016 | Goblin                                     | Go Jung-hyun   | tvN                |

### Teledyski
| Rok  | Tytuł piosenki   | Artysta   |
| ---- | ---------------- | --------- |
| 2012 | „Don't You Know” | Halla Man |